# Marco Pigossi
Marco Fábio Maldonado Pigossi (São Paulo, 1 de febrero de 1989) es un actor brasileño.

## Biografía
Nacido en São Paulo, es hijo de Oswaldo Pigossi y Mariness Maldonado. Es licenciado en comunicación social con un título en radio y televisión de la Universidad Anhembi Morumbi. Era nadador profesional, subcampeón en São Paulo en 2005, para el club Athletico Paulistano.

## Carrera

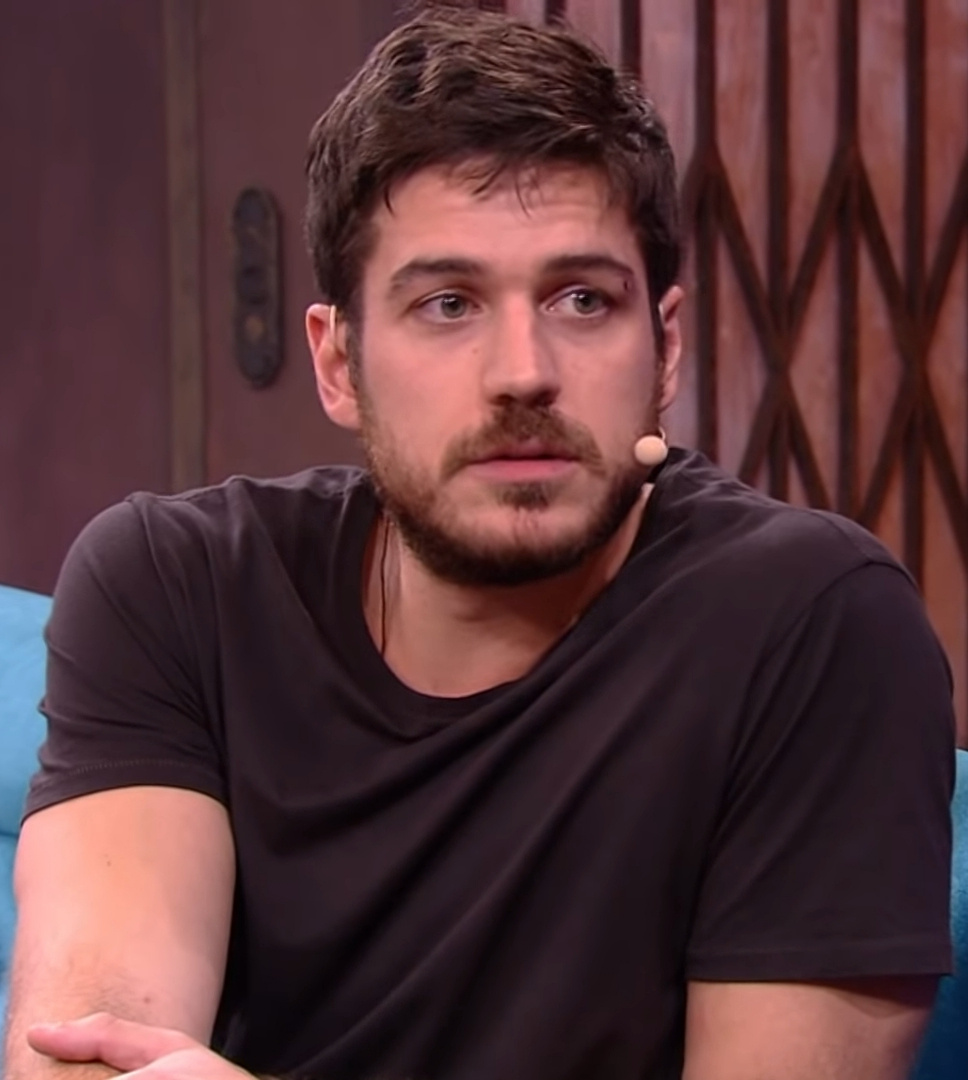
Marco en Lady Night en 2018

Empezó su carrera en SBT en 2003, donde fue seleccionado para actuar en la versión brasileña de Rebelde Way. En Brasil la adaptación se llamaría "Os Rebeldes". Marco interpretaría el personaje de Artur Valente. La versión fue rechazada por Cris Morena Group y la producción se paró en el medio. En la época, Marco haría parte de la banda musical de la telenovela y ya había grabado algunas músicas y tres capítulos, que hasta hoy están en los archivos de la red de Silvio Santos.
En 2004 se trasladó a la Rede Globo, y formó parte del elenco de la miniserie Um só Coração, donde interpretó al estudiante revolucionario Dráusio Marcondes de Souza. En 2007 hizo de Eterna Magia e interpretó a Miguel Finnegan. Después, en 2008, interpretó al adolescente Bruno en la miniserie Queridos Amigos y, en 2009, hizo su personaje de mayor suceso en Acuarela del amor, donde interpretó a un homosexual, Cássio. En 2010, interpretó a Pedro, el hijo mayor de André Spina en la  la telenovela Cuchicheos. En 2011 interpretó a Rafael en la telenovela Fina Estampa. En 2012 interpretó a Juvenal en la telenovela Gabriela. En 2013 interpreta a Bento, su primer protagonista, en la telenovela Laberintos del corazón. En 2014 interpreta a Rafael Castro de Silva, su segundo protagonista, en una telenovela Boogie Oogie.
En 2021, protagoniza la serie Ciudad Invisible interpretando al detective Eric. La trama retrataba un inframundo habitado por criaturas míticas que evolucionaron a partir de un linaje del folclore brasileño. En el 2023, se unió al elenco de la serie Gen V de Prime Video, interpretando al personaje del Dr. Edison Cardosa.

## Vida personal
Entre 2008 y 2011, salió con la biomédica Janaína Gomes. En 2020 comenzó a salir con el cineasta italiano Marco Calvani, sin embargo el actor no hizo pública su relación homoafectiva hasta 2021, luego de publicar una foto de la mano con su pareja en las redes sociales. En 2023 Calvani y Pigossi quedaron casados mediante unión legal.
Desde 2018, Pigossi vive en Los Ángeles, Estados Unidos.

## Filmografía

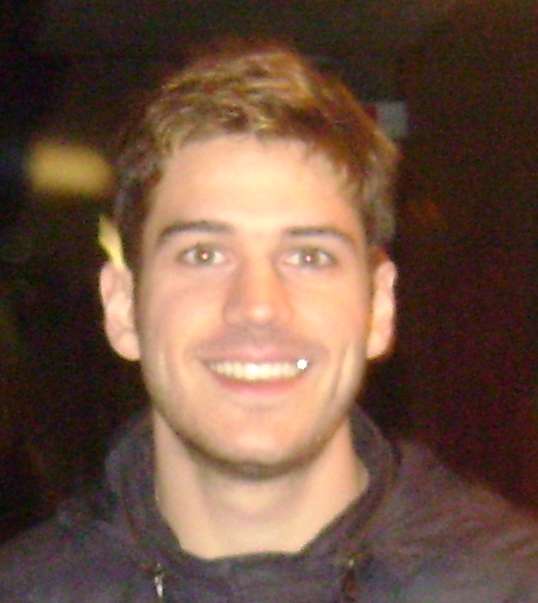
Pigossi en 2011.

### Televisión
| Año       | Título                 | Personaje                     |       |
| --------- | ---------------------- | ----------------------------- | ----- |
| 2004      | Um Só Coração          | Dráusio Marcondes de Souza    |       |
| 2006      | Eterna Magia           | Miguel Finnegan               |       |
| 2007      | Queridos Amigos        | Bruno                         |       |
| 2009–2010 | Acuarela del amor      | Cássio Amaral                 |       |
| 2010      | Cuchicheos             | Pedro Luis Spina              |       |
| 2011–2012 | Fina estampa           | Rafael Fernandes              |       |
| 2012      | Gabriela               | Juvenal Leal                  |       |
| 2013      | Laberintos del corazón | Bento de Jesus                |       |
| 2014–2015 | Boogie Oogie           | Rafael "Rafa" Castro de Silva |       |
| 2015–2016 | Reglas del juego       | Dante                         |       |
| 2017      | A Força do Querer      | Zeca                          |       |
| 2018      | Onde Nascem os Fortes  | Nonato Ferreira da Silva      |       |
| 2018      | Tidelands              | Dylan                         |       |
| 2020      | Alta Mar               | Fabio                         | [ 5 ] |
| 2021–2023 | Cidade Invisível       | Eric Alves                    |       |
| 2023      | Gen V                  | Dr. Edison Cardosa            |       |

### Cine
| Año  | Título                | Personaje     |
| ---- | --------------------- | ------------- |
| 2005 | O Diário Aberto de R. | Rafael        |
| 2009 | Universos Paralelos   | Theo          |
| 2017 | A Última Chance       | Fábio Leão    |
| 2018 | O Nome Da Morte       | Júlio Santana |